# Vulkanizmus
A vulkanizmus összetett folyamatok megnevezése, illetve e folyamatok egyes részszakaszainak jelölésére is használják. A vulkanizmus fogalma önmagában fedi a nagymélységi elsődleges magmakamra kialakulásától a magma felszínre jutásáig terjedő összes lehetséges geológiai folyamatot.
A vulkanizmus ciklusokban zajlik. Ezek a tektonikus mozgásokat és egyéb eseményeket (például litoszféra vékonyodást) követik. Az egyetlen, ami ebbe nem tartozik bele, a forrópontos vulkanizmus, ami szinte minden tektonikus környezetben megjelenhet. A sorozat részei:
| sorrend | vulkanizmus neve         | tektonikus fázis                                                                     |
| ------- | ------------------------ | ------------------------------------------------------------------------------------ |
| 1       | iniciális vulkanizmus    | geoszinklinálisokban, hasadékvölgyes, ofiolitos                                      |
| 2       | szinorogén vulkanizmus   | szubdukcióhoz, orogenezishez kapcsolódó, gránitos, plutonikus                        |
| 3       | szubszekvens vulkanizmus | savanyú → bázikus sorrendű vulkanizmus és plutonizmus a konszolidálódó orogenezisben |
| 4       | finális vulkanizmus      | kratonok befejező, bazaltos ciklusa                                                  |